# WIK-FTC
WIK-FTC is een gymnastiekvereniging uit Heerenveen. De vereniging werd opgericht op 21 juni 1872. De letters van de naam staan voor Willen is Kunnen - Fryso Tyr Combinatie. De vereniging ontstond in 1925 door een fusie van Gymnastiekvereeniging F.T.C. (Friso Tyr Combinatie) uit 1919 en de Dames Gymnastiek Vereeniging Willen Is Kunnen (W.I.K.) uit 1906.
De club biedt een breed aanbod van gymnastische activiteiten:
- Acrogym
- Gymnastiek
- Ritmische gymnastiek
- Trampolinespringen
- Turnen

De lessen worden gegeven in gymnastieklokalen en in de turnhal en sporthallen van Sportstad Heerenveen
Bij de vereniging trainden vroeger Herre en Epke Zonderland uit Lemmer, Berber van den Berg, Loes Linders en Annelies Nijdam uit Oldeboorn. In de zeventiger jaren van de twintigste eeuw had de club ook een handbalafdeling.
--
In 1999 won WIK-FTC de Fryske Sportpriis. De vereniging deed veel aan vernieuwing en professionalisering. Er werd samenwerking gezocht met topsport door middel van de Friesland College Turnschool waar Nederlandse topturners onderdak vinden.